# Pany Yathotou
Pany Yathotou (18 février 1951) est une femme politique laotienne.
Le 23 décembre 2010, elle est élue présidente de l'Assemblée nationale du Laos. Depuis mars 2021, elle est vice-présidente du Laos.